# 小林可夢偉
小林可夢偉（1986年9月13日—），日本职业赛車手，现为丰田WEC车队车手兼领队，曾在2009-2012赛季及2014赛季参加F1比赛。
2016年起，小林代表丰田车队(Toyota Gazoo Racing)征战世界耐力锦标赛(WEC)最高等级的LMP1及Hypercar组别，在2021年勒芒24小时耐力赛上他与迈克·康维和何塞·马里亚·洛佩斯搭档驾驶7号赛车获胜，并于2019-2020赛季及2021赛季连续两次获得WEC年度车手总冠军，成为继新井敏弘和中岛一贵之后，第三位来自日本的国际汽联世界冠军，也是日本首位两度获得国际汽联世界冠军头衔的车手。
除了在WEC赛事上取得成功外，小林可梦伟也在北美的卫士泰克跑车锦标赛上表现出色，更于2019年和2020年连续两次获得戴通纳24小时耐力赛的全场冠军。

## 賽車生涯

### 早年
小林可梦伟出生于日本兵库县尼崎市，父亲以开设寿司店为生。1996年他开始卡丁车生涯，并于同年在SL宝冢锦标赛少年组比赛(SL Takarazuka Tournament Cadet Class)中排名第3位，并在随后的7年内赢得四个卡丁车冠军，其中包括两次赢得丰田SL全日本少年组锦标赛(Toyota SL All Japan Tournament Cadet Class )。
2003年11月，他代表ART車隊參加第51屆澳門F3格蘭披治大賽中的亞洲雷諾方程式賽事，中嶋一貴和他分別排在起步線上的一二位，可是二人皆撞車退出。
2004年，小林与丰田车手学院签约，正式开始单座方程式生涯，并开始参加雷诺方程式比赛。同年11月，他再戰澳門大賽車中的亞洲雷諾方程式賽事，獲得排頭位的詹家圖和次位出賽的小林可夢偉甫起步便爭持激烈，小林率先進入葡京彎，詹家圖緊隨其後；戰至第七圈，詹家圖在大直路欲超越小林，但收掣不及在葡京彎輕微撞欄後衝出跑道，被迫退出比賽。小林滿以為強敵遠去便穩操勝券，但最後一圈在松山一段，竟與第二位的哥林·弗雷明雙雙撞車而退出，結果澳門車手張路明以後上姿態奪冠。
在2004-2005年期间，小林参加了亚洲、德国、意大利及荷兰等地的雷诺方程式大奖赛，并于2004赛季意大利雷诺方程式2000比赛中2次取胜，又在2005赛季的欧洲雷诺方程式2.0比赛及意大利雷诺方程式2.0比赛各取胜6场，最终夺得此两项锦标。
2006年，小林转战三級方程式欧锦赛赛场，与保罗·迪·雷斯塔、吉多·范德加德和塞巴斯蒂安·维特尔一同为ASM三级方程式车队效力，并在处子赛季登上3次领奖台，车手积分榜排名第8，同时也是当赛季排名最高的新秀车手。同年11月，小林又一次參加第53屆澳門F3格蘭披治大賽，並在星期五的排位賽脫穎而出，奪得選拔賽的杆位。小林当时表示：「我很高興可以獲得杆位，我一直有信心可以在這裡取得佳績，車隊和戰車的表現簡直無懈可擊。」小林可夢偉充份利用杆位發車的優勢，在星期六舉行的選拔賽中以3.3秒之差擊敗對手艾斯馬(Marko Asmer)。可是在決賽中，第一圈比賽，保羅·迪·雷斯塔在制動時銷死了輪胎並衝向杆位發車的小林可夢偉的車尾，這導致在比賽初段取得領先的艾斯馬沒空間轉彎，他別無選擇只能向前衝去，迪·雷斯塔和小林可夢偉也有相同遭遇。這三輛賽車在葡京彎處未能入彎並衝入了安全通道，讓米克·康威乘勢進佔第一位。小林可夢偉最後只獲得第19名。而在该年度的三级方程式大师赛上，他以第10名起步，并以第11名完赛。
2007年初，小林与平手晃平一同成为F1丰田车队试车手。而在他参加三级方程式欧锦赛的第二个赛季，在前4场比赛中两次登上领奖台，同时在赛季第10站法国站上取得三级方程式生涯首胜，最终排名车手积分榜第4位。

### GP2

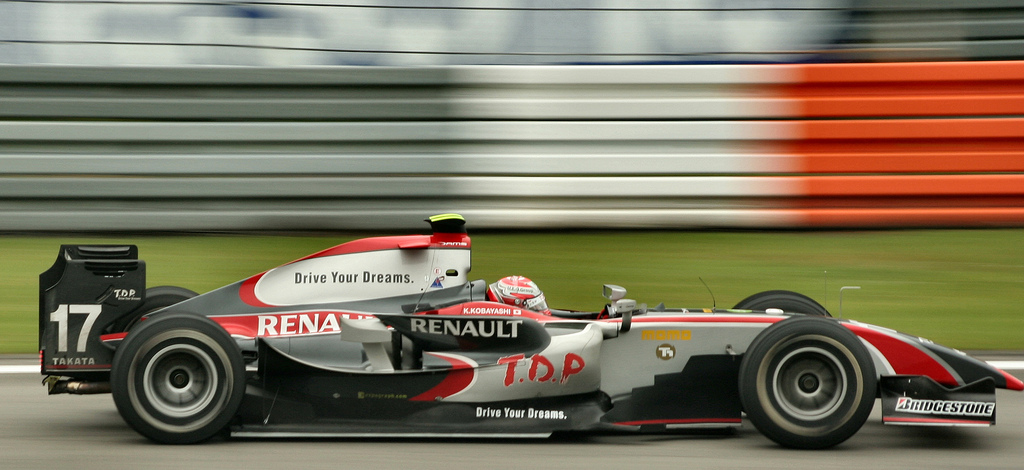
代表DAMS车队参加2009年GP2德国站的小林

2008年初，小林代表DAMS车队参加GP2亞洲系列賽，最终取得年度第6名，更获得代表DAMS车队出赛GP2的机会，并在西班牙加泰罗尼亚赛道举办的赛季第二站冲刺赛上取得GP2生涯首胜，但这场胜利因他在安全车时段后对罗曼·格罗斯让的一次侵略性超车备受争议：在维修站直道尾端，小林试图超越格罗斯让，但格罗斯让多次变换赛道位置进行防守，迫使小林采取更具侵略性的手段。最终格罗斯让被罚通过维修站，小林取得比赛胜利。但在赛季后半程，小林只在几场比赛中进入积分区，最终在积分榜上排名第16位。
而在2008-09赛季的GP2亞洲系列賽上，小林取得2场比赛胜利，并成为该赛季GP2亚洲系列赛冠军。但在2009赛季的GP2比赛上，小林只登上一次领奖台，最终再次排名年度第16名。

### 首次涉足F1（2009-2012）

#### 丰田车队（2009）

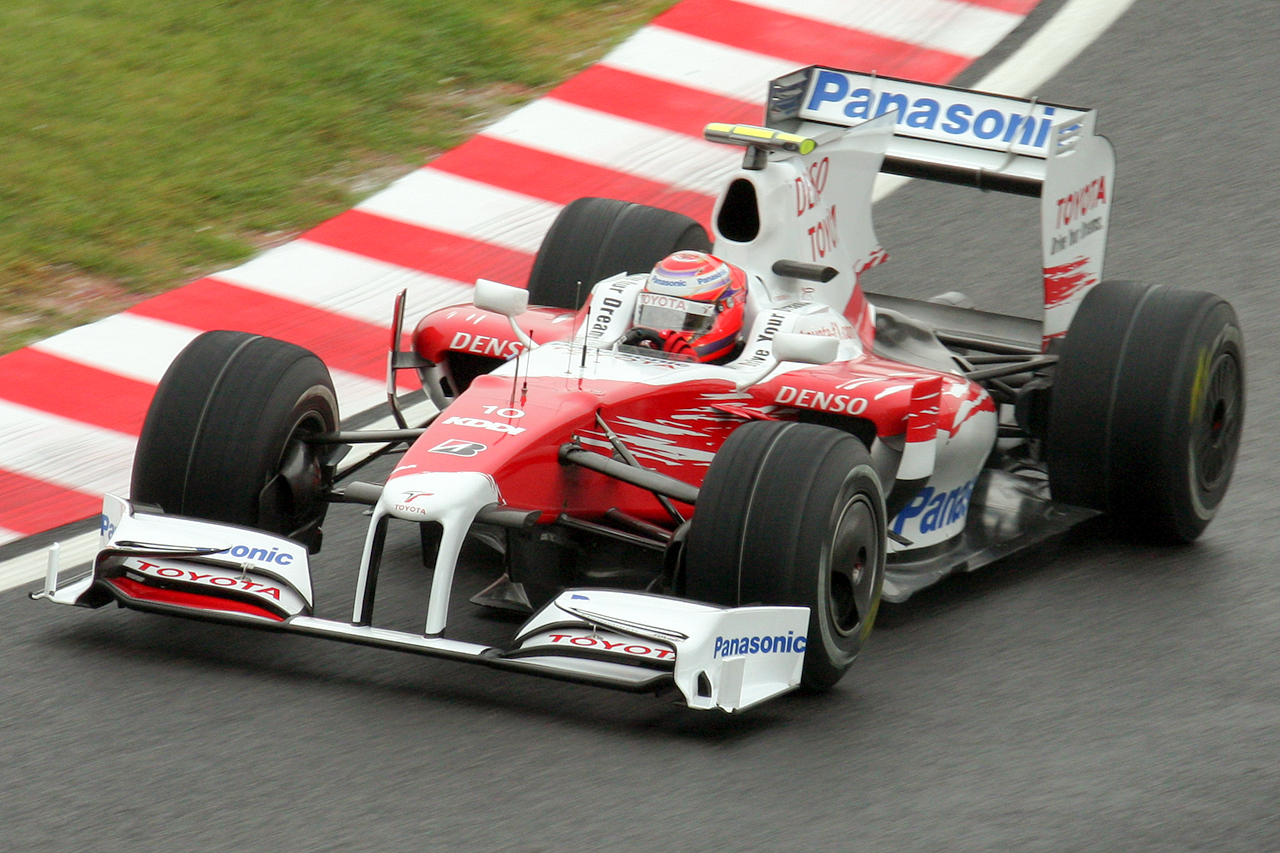
2009年日本大奖赛上代替格洛克出赛练习赛的小林

2007年11月，豐田車隊宣布小林可梦伟将取代离队的弗兰克·蒙塔尼，成为丰田车队第三车手，并在2008和2009两个赛季担任测试及预备车手。
2009年日本站上，小林代替因生病无法出赛的蒂莫·格洛克出赛前两节自由练习赛。虽然格洛克在第三节自由练习赛时及时康复，但他在排位赛上再度受伤，被迫缺席比赛，因此丰田车队向国际汽联请求允许小林代替格洛克参加正赛。但由于F1赛事规则中明确说明只有在比赛周末周六出场的车手有权参加正赛，丰田车队的请求被拒绝。
而下一站巴西大獎賽中，格洛克因在日本站事故后出现并发症而无法出赛，因此小林代替格洛克，以正式車手身份参加本站比赛。在大雨中举行的排位赛上，小林排名第11位，而在正赛开始后，他在第6位的位置曾力檔有机会提前夺得车手总冠军的简森·巴顿，并在赛后被巴顿评价为“绝对疯狂，非常有攻击性”("absolutely crazy, very aggressive")。最终小林以第10名冲线，但因海基·科瓦莱宁受罚，名次被提升到第9名。
而在赛季收官战阿布扎比站上，由于格洛克仍未痊愈，小林继续代打出赛。他在排位赛上排名第12名，正赛则以第6名完赛，獲得3个积分，也是小林F1生涯的第一個積分。在丰田决定退出F1前，小林曾被外界认为是2010年丰田车队正式车手的其中一个热门人选。

#### 索伯车队（2010-2012）

##### 2010赛季

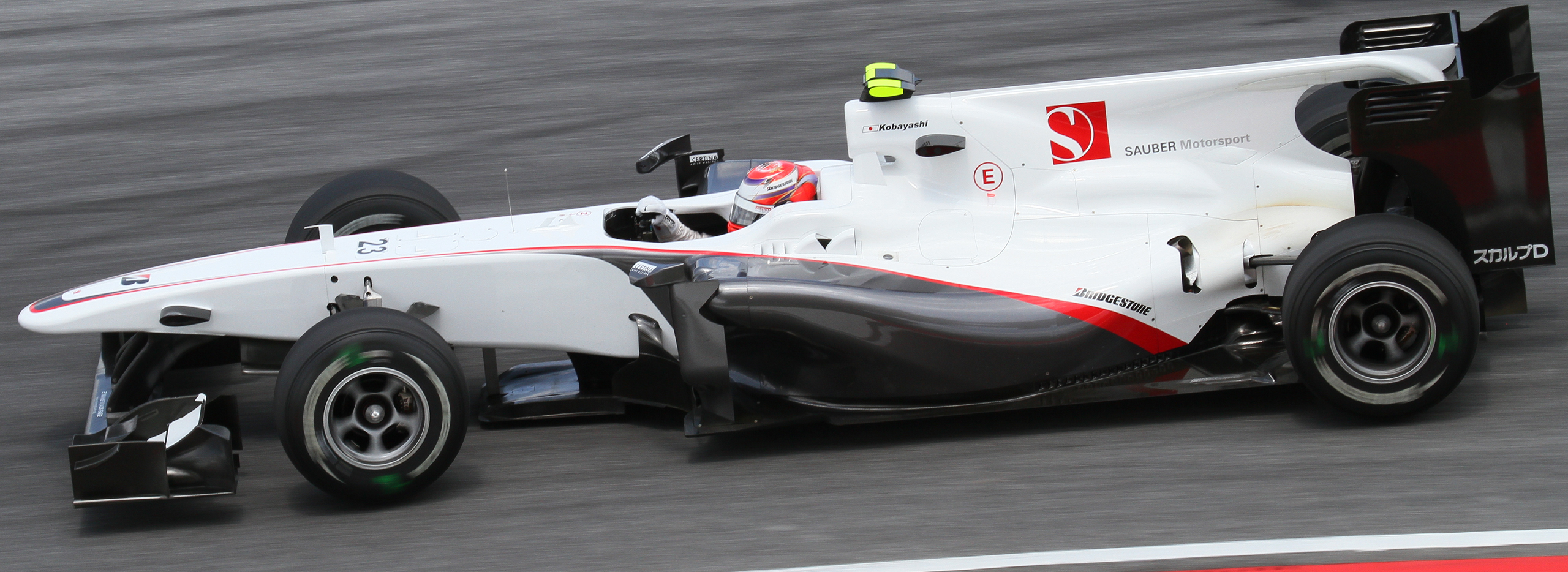
2010年马来西亚大奖赛练习赛上的小林

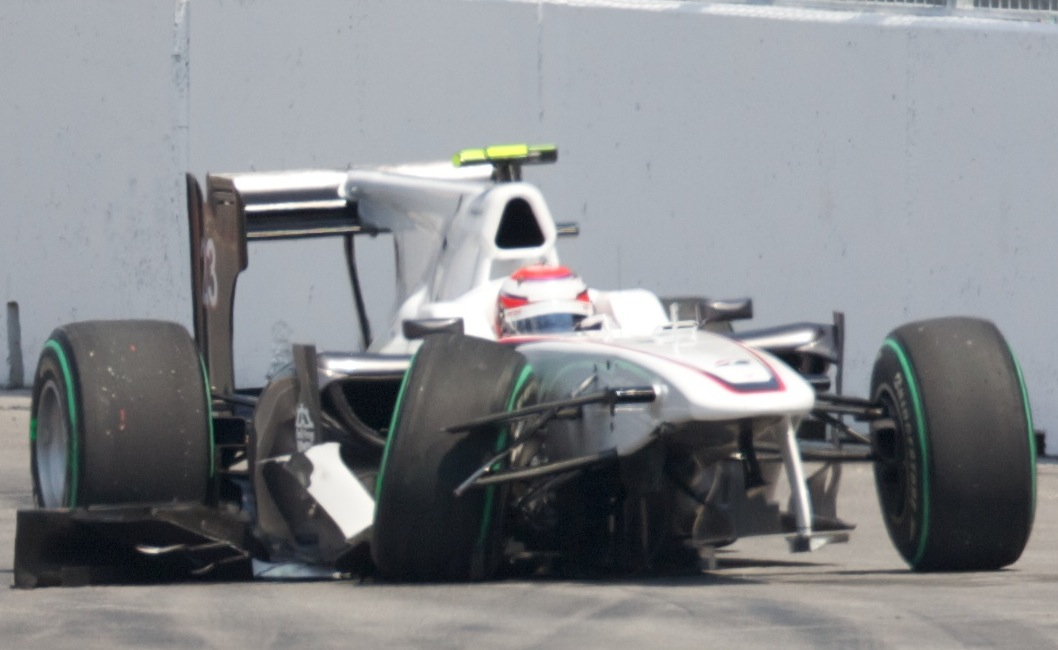
2010年加拿大大奖赛上与“冠军墙”相撞的小林

2009年賽季後，豐田退出F1，小林一度失業，準備回到日本为老爸的壽司店打工，同时也被媒体认为可能会在2010年得到新车队的一个正式车手席位。
随后，2009年12月17日，由皮特·索伯购回宝马退出后股权的索伯車隊宣布，小林将于2010年赛季搭档前迈凯伦车队试车手佩德罗·德·拉·罗萨为车队出赛 ，同时在2010年2月2日驾驶索伯C29赛车正式亮相。
该赛季揭幕战澳大利亚站上，由于前翼故障，小林撞到障碍物，并在反弹时与尼科·霍肯伯格和塞巴斯蒂安·布埃米发生三车相撞。下一站马来西亚站比赛中，他取得当时生涯最佳的排位名次第9名，却在比赛初期遭遇引擎故障退赛。而在中国站上，小林在第一圈卷入与布埃米和维坦托尼奥·里尤兹的碰撞中，成为唯一一位在该赛季前四场比赛中全部退赛的车手。直到2010年5月30日的土耳其站比賽上，小林受益于红牛车队队友内斗后维特尔的退赛，以及佩特罗夫的爆胎，在比赛中提升一个名次，以第10完赛，为個人以及索伯車隊取得季內第一分。
在瓦伦西亚举办的欧洲站上，他凭借新轮胎的优势在最后几圈超过费尔南多·阿隆索和塞巴斯蒂安·布埃米，获得第七名，并在正赛初期一度排名第3位。随后他在英国站获得第六名，德国站获得第十一位，匈牙利站获得第九名，在比利时站获得第八名，多次在积分区内稳定完赛。但在意大利站和新加坡站上，由于变速箱故障和撞到护墙，小林两次退赛，同时新加坡站开始索伯车队决定由尼克·海费尔德替代佩德罗·德·拉·罗萨成为小林的新队友。而在日本站，小林以第 14 名排位并最终以第7名完赛，一路超越了包括队友海费尔德在内的几位车手，令人印象深刻。他在韩国站获得第八名，在巴西站获得第十名，最终以32分结束在F1的首个完整赛季，并在整个赛季11次击败德拉多萨，8次击败海费尔德。
小林在赛季结束后因其高超的超车技巧获得赞誉。前电视评论员穆雷·沃克在赛季回顾中，表示小林“毫无疑问是迄今为止日本最好的[F1 车手]”；而另一位赛车评论员兼前F1车手马丁·布伦德尔将他激进的超车风格描述为：“他到了正常的刹车点，然后说，‘现在，要在哪里刹车？没错，在左边，’然后他就从人们身边驶过！”

##### 2011赛季

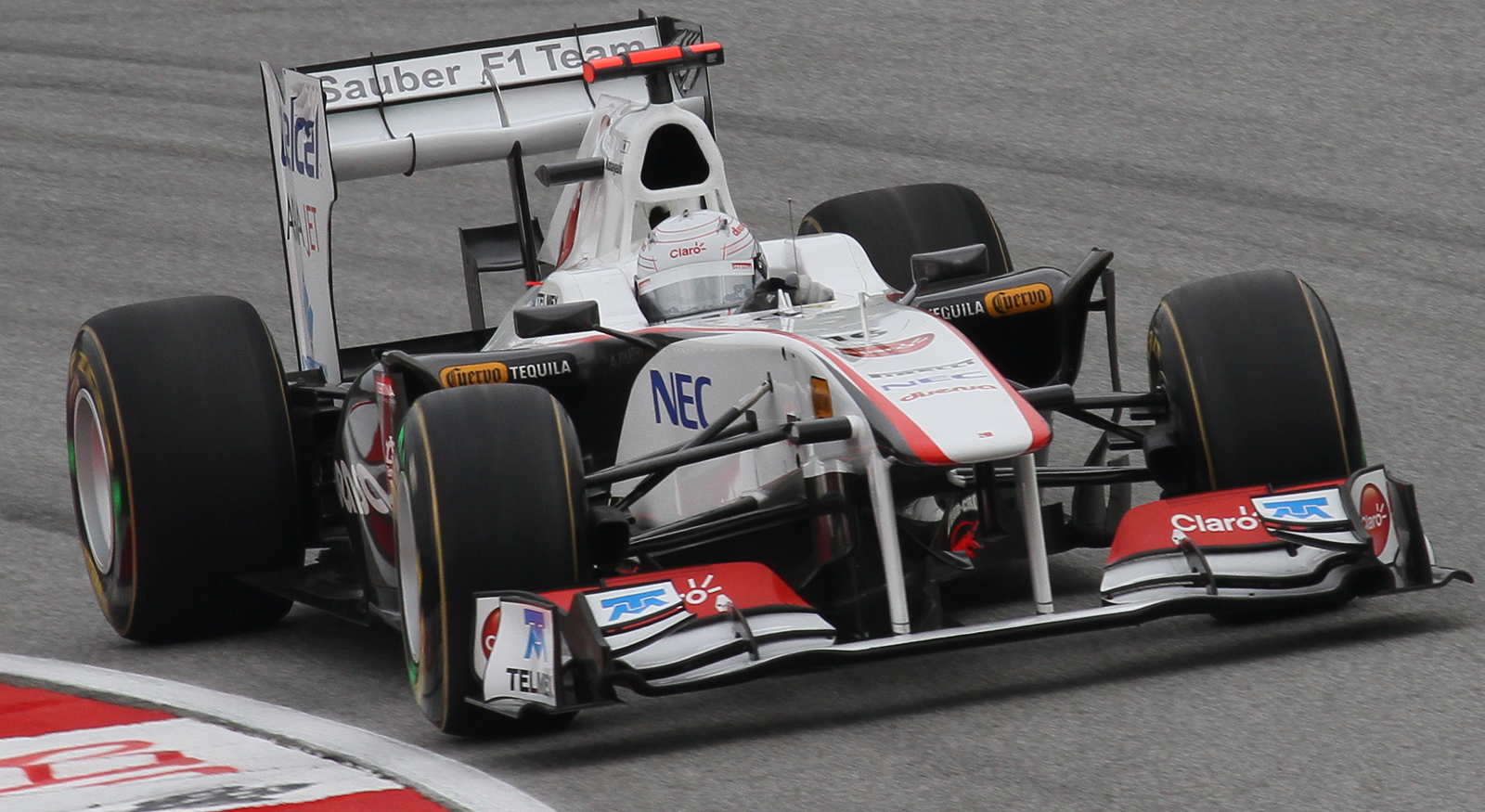
2011年马来西亚大奖赛上的小林

小林在2011赛季继续为索伯车队效力，队友则更换为上赛季GP2亚军塞尔吉奥·佩雷斯。
2011年日本東北地方太平洋近海地震之後，作為當季F1唯一日本車手的小林在出戰揭幕戰澳大利亚大奖赛時，戰車上以日文标注「願我們的祝福能送達到身在日本的人們」。他亦向F1管理高層提出申請，要求向其家鄉災民提供幫助和支持。最终小林获得第八名，但他和获得第七名的队友佩雷斯在比赛结束后因赛车尾翼违反规定而被取消成绩。下一站马来西亚站上，他在比赛中获得第八名，最终在刘易斯·汉密尔顿受罚后排名第七。在接下来的三场比赛中他均以第十名完赛，并在事故频发的摩纳哥大奖赛中获得职业生涯新高的第五名。在加拿大大奖赛中，小林从第13名一路攀升至第2名：由于他并没有像其他车手那样在比赛宣布红旗暂停前决定更换大雨胎，他得以在比赛暂停期间完成换胎且不损失进站时间。比赛重新开始后，赛道开始变干，小林在几次失误后开始损失位置，最终获得第七名，落后在最后一个直道上超越了他的费利佩·马萨0.045秒。而在赛季后半段中，他只有三次在积分区完赛，最终以30分排名年度第12位。

##### 2012赛季

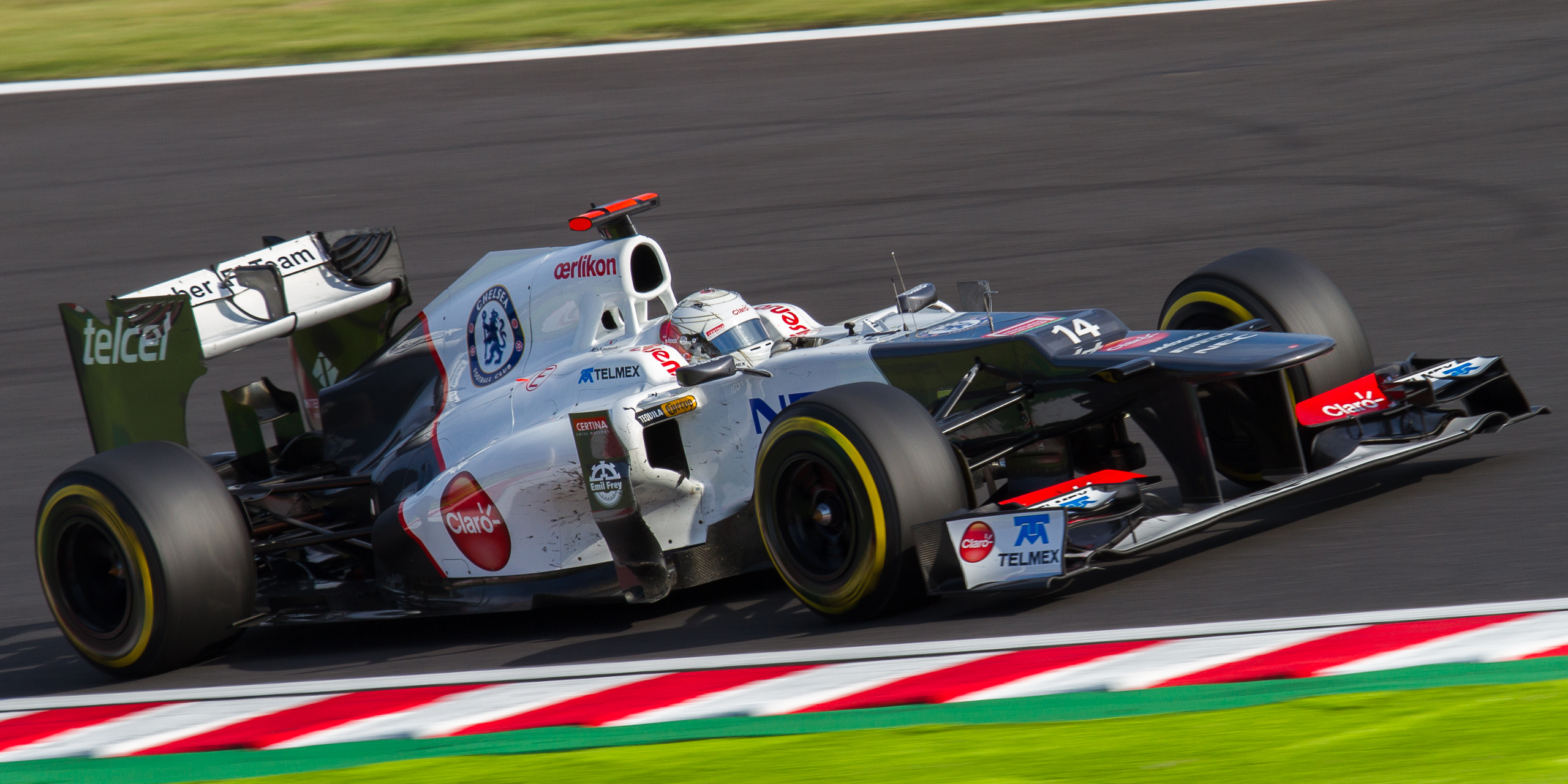
2012年日本大奖赛上代表索伯车队出赛的小林，该站他取得第三名，首次登上F1领奖台

2011年7月，索伯车队宣布小林和佩雷斯将继续为车队出战2012赛季的比赛。赛季揭幕战澳大利亚站上小林取得第6，但在马来西亚站由于刹车故障退赛。而在中国站上，小林在排位赛取得第3，仅次于奔驰车队的尼科·罗斯伯格和迈克尔·舒马赫，但在正赛上仅取得第10位，并取得最快圈速。
赛事回到欧洲赛历后，西班牙站小林超越简森·巴顿和尼科·罗斯伯格，最终以第五名完赛，但在接下来的四场比赛中，他只在加拿大站进入过一次积分区，获得第9名。而在英國站比賽中，他在進入维修站時發生意外，撞倒3名车队技师；賽後，国际汽联以不安全進站为由向小林罰款25,000歐元（約24萬港元）。小林表示接受處分並向受傷的车队技师致歉。随后的德国站上，小林以第五名完赛，却因为第二名完赛的塞巴斯蒂安·维特尔在赛后受罚，名次提升到第四，这也是他当时的生涯最高完赛位次。匈牙利站小林在比赛早期退赛，但在比利时站排位赛上他取得第二名，F1生涯首次在头排发车，却因在第一弯卷入事故而损失名次，最终只以第13名完赛。
在日本站比赛中，小林成功防守住身后的简森·巴顿，以季军的身份第一次登上F1领奖台，成为继铃木亚久里和佐藤琢磨之后第三位登上F1领奖台的日本车手，也是继1990年的铃木亚久里之后时隔22年再度有日本车手在家乡登台。最终，小林在本赛季以60分在车手积分榜上排名第12位。
2012年11月，索伯车队宣布小林将在2012年赛季结束后离开车队，同时宣布埃斯特班·古铁雷斯和尼克·霍肯伯格将在下赛季成为车队正式车手，而试车手将由罗宾·弗林斯担任。尽管他与索伯車隊续约失败后筹集到大约800万欧元的赞助，但小林选择将目标放在2014赛季，希望届时能够得到一个有竞争力的车手席位，这也标志着他暂时离开一级方程式赛场。

### 首次参加WEC赛事（2013）

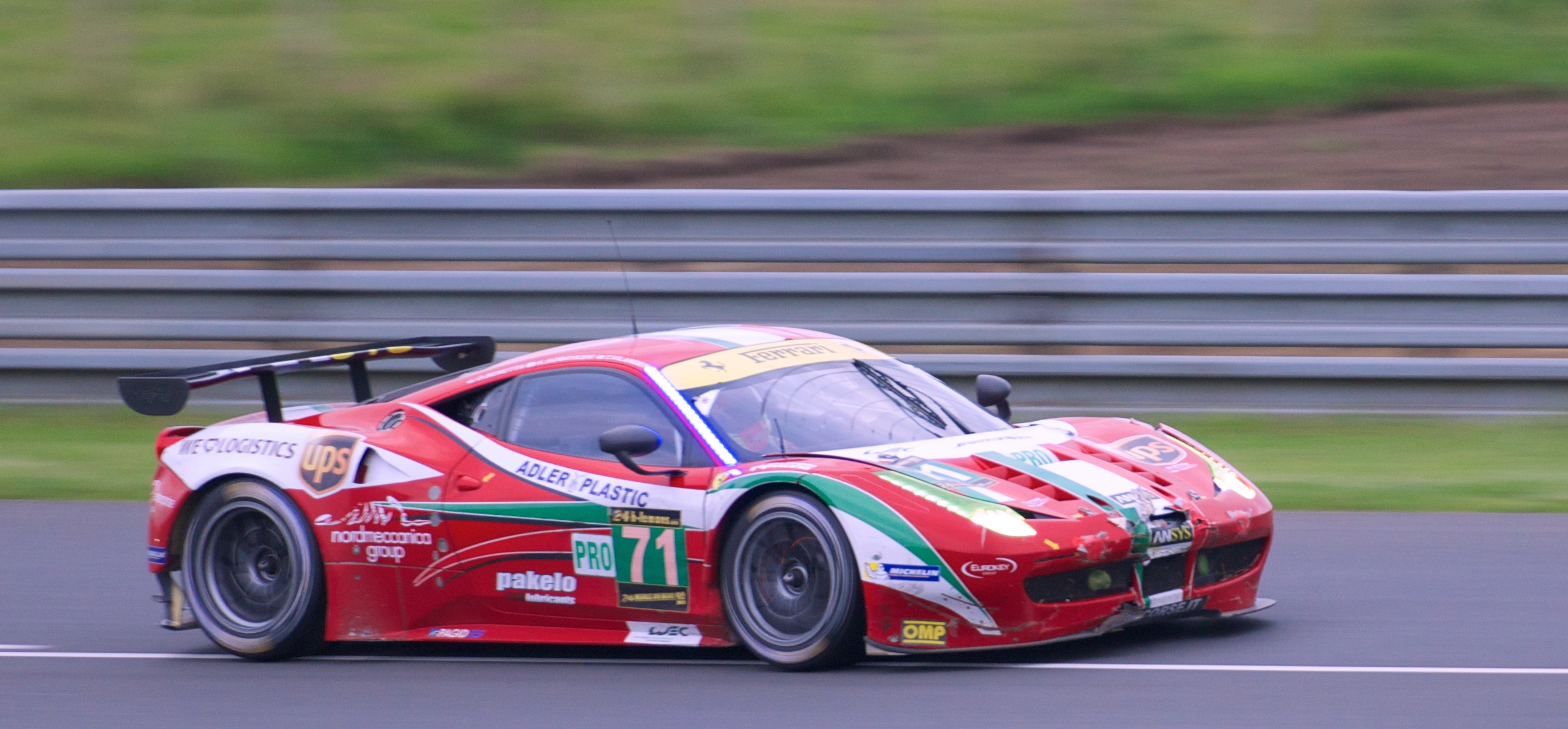
在2013年勒芒24小时耐力赛上驾驶法拉利458 GT的小林

2013年3月11日，具有法拉利GT赛车厂队性质的AF Corse车队宣布，小林可梦伟将加盟车队，并驾驶法拉利458 GT赛车为车队出赛世界耐力锦标赛（WEC）GTE-Pro组别的全部8场比赛，包括2013年勒芒24小时耐力赛。
在该年度勒芒24小时前的2013年5月，小林在法拉利旗下的意大利费奥拉诺赛道测试了2010年的法拉利F10赛车，以准备将在莫斯科举行的一场路演，但小林在莫斯科路演现场的湿地环境下发生撞车。
而在2013年勒芒24小时耐力赛上，小林和奥利维尔·贝雷塔和托尼·维兰德共同驾驶AF Corse车队71号赛车，最终在天气不佳，且状况频发的比赛中完成312圈，排名组别第5名。

### 重返F1（2014）

#### 卡特汉姆车队（2014）

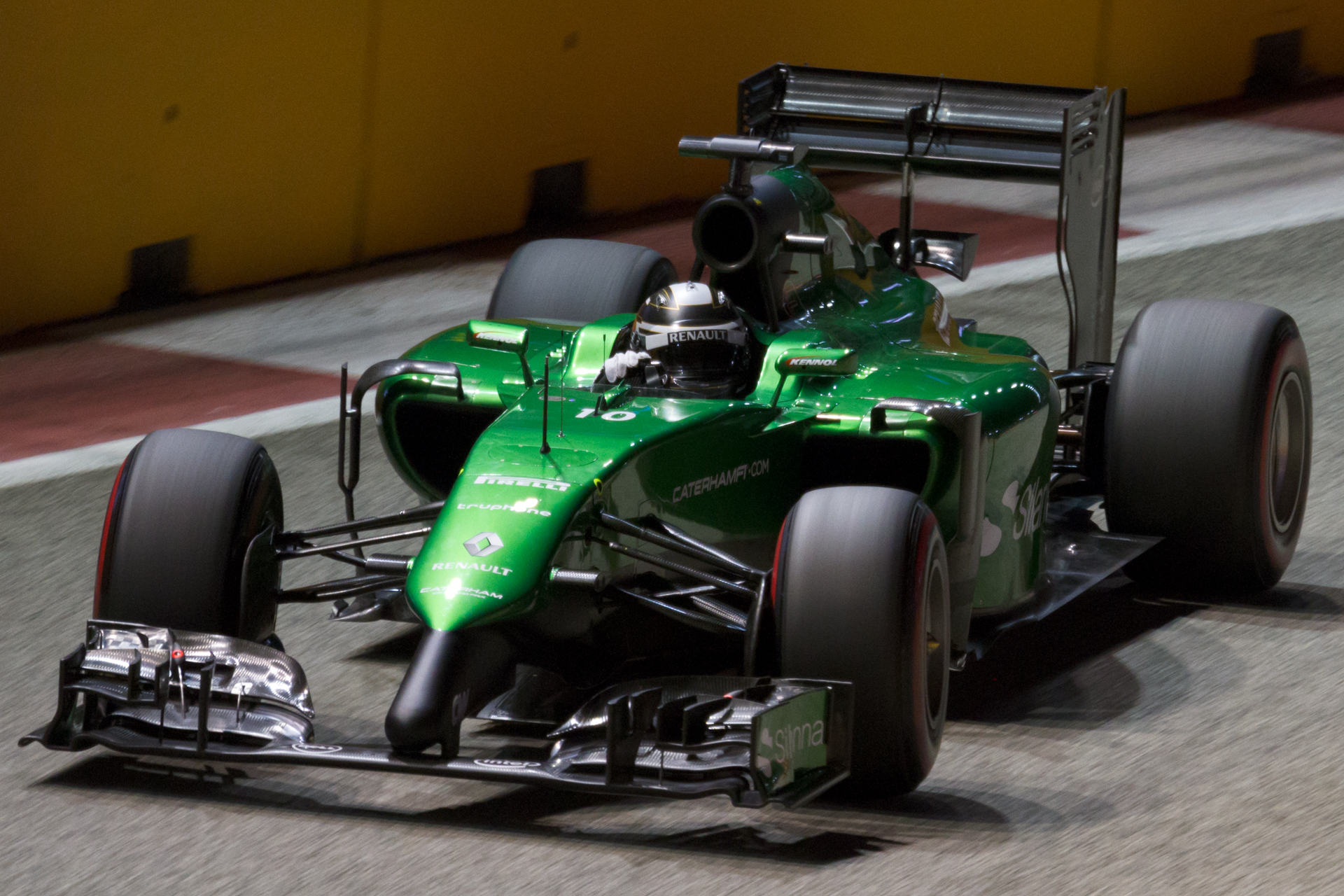
2014年新加坡大奖赛上代表卡特汉姆车队参赛的小林

2014年1月，卡特汉姆车队宣布小林可梦伟与瑞典F1新秀马库斯·埃里克森搭档代表车队出赛2014赛季的比赛，重回F1赛场，新合同是通过赞助及付费车手的方式获得。为此，小林还放弃了AF Corse及法拉利模拟器车手的续约合同，还称自己“正在冒险，但（得到F1席位）对我很重要”。
该赛季的季前测试中，由于卡特汉姆车队所使用的雷诺引擎状况频发，可靠性不佳，甚至赛车在测试中的最快圈速慢过前一年GP2赛事的杆位成绩，小林表现出不满，甚至称“如果我们在比赛，那应该带一辆GP2赛车；我们需要不断努力，但如果我们现在就比赛，那不是F1赛车”。
在赛季揭幕战澳大利亚站上，由于刹车失灵，小林与菲利佩·马萨相撞，引发后者不满并要求国际汽联采取行动；而在接下来的马来西亚站上，小林一度位于场上第8位，最终以第13位完赛，帮助卡特汉姆车队在车队积分榜上提升到第10位；然而随着朱尔斯·比安奇在摩纳哥站上为玛鲁西亚车队取得积分，卡特汉姆车队在赛季后半段再度垫底。
2014年8月，卡特汉姆车队宣布小林将在匈牙利站後離開，由安德烈·洛特尔取代其出赛比利时站
。但在意大利站，由于车队的练习赛席位被寻求获得超级驾照的罗伯托·梅里占据，洛特尔拒绝了赛季剩余场次的比赛合约，小林得以再度为卡特汉姆车队效力至赛季结束。而在意大利站周末的采访中，小林也表达了对卡特汉姆车队无预警更换车手和自己未来去向不确定的不满。

### 日本超级方程式（2015-今）
由于卡特汉姆车队在2014赛季后破产，小林失去了F1席位。随后于2015年1月，小林与使用丰田引擎的勒芒车队签约，转战日本超级方程式赛场。在他参加比赛的第一个赛季中，他三次登上领奖台，并最终在车手积分榜上排名第5。
2016赛季，小林继续为勒芒车队效力，但表现不佳，全赛季仅得1分。随后于2017年，他转投KCMG车队并为其连续征战5个赛季，并于2017,2018和2019赛季均有登上领奖台的记录。
2022赛季，小林将继续为KCMG车队出赛超级方程式。

### 重回WEC（2016-今）
2015年3月，丰田WEC车队宣布，小林可梦伟成为车队后备车手。这也是小林时隔6年再度为丰田厂队征战赛车比赛。

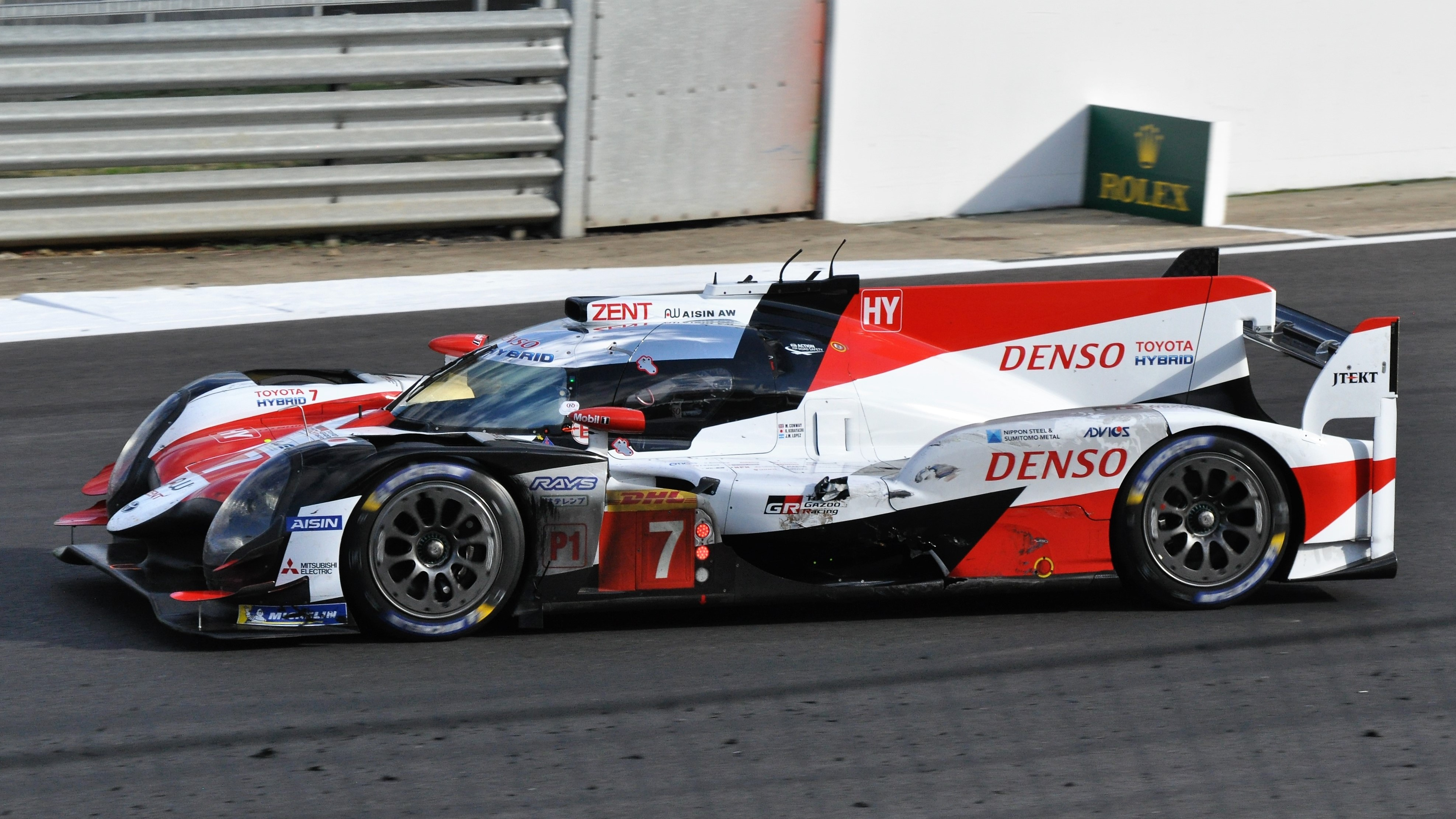
在2018年银石6小时耐力赛上驾驶丰田TS050混动赛车的小林

2016年，小林正式重回WEC赛场，替代退役的亚历山大·伍尔兹，搭档英国车手迈克·康维和法国车手斯蒂芬·萨拉辛代表丰田车队(Toyota Gazoo Racing)征战WEC的最高组别LMP1组别。在2016年利曼24小時耐力賽中取得第二名，并在该赛季的富士6小时耐力赛上取得WEC生涯首个全场及组别胜利，全赛季6次登上领奖台，在車手积分榜上排名第三。
2017年，小林继续与迈克·康维和斯蒂芬·萨拉辛搭档，代表丰田车队共同征战WEC，并在当年利曼24小時耐力賽的第二階段排位賽(Q2)中，以3:14.791的时间刷新利曼24小时單圈紀錄。截至2021年，该单圈纪录仍无人打破，但正赛上小林的7号车组却遗憾退赛。而在全赛季的比赛中，小林3次登上领奖台，最终在车手积分榜排名第5位。
2018-19赛季的WEC跨年“超级赛季”中，小林及7号车组的两位车手迈克·康维和何塞·马里亚·洛佩斯在富士6小时耐力赛及上海6小时耐力赛上两次获胜，同时4次登上领奖台，包括在该赛季的两次勒芒24小时耐力赛（2018及2019两届）上均以第2名完赛，最后也在车手积分榜上以157分排名第2。
而在2019-2020赛季WEC“超级赛季”上，小林可梦伟继续与迈克·康维和何塞·马里亚·洛佩斯搭档，全赛季8场比赛全部登上领奖台，同时在银石4小时赛、2019和2020两次巴林8小时赛和2020年斯帕6小时赛上四次夺冠，同时获得该赛季年度车手总冠军。
2021赛季，WEC引入全新的Hypercar顶级组别概念，小林与搭档迈克·康维和何塞·马里亚·洛佩斯继续驾驶7号丰田GR010赛车，在全赛季6场比赛上全部登台，更取得4个杆位，同时在多次尝试后终于赢得2021年勒芒24小时耐力赛冠军。最终，小林跟随7号车组的另外两名车手再一次，也是连续第二年夺得WEC年度车手总冠军。
2021年12月6日，在丰田赛车运动部门的2022赛季发布会上，小林被任命为丰田WEC车队领队，同时兼任7号车组车手，继续搭档迈克·康维和何塞·马里亚·洛佩斯出赛2022年WEC比赛。

### 客串出赛電動方程式（2017）
2017年11月剛剛完成世界耐力錦標賽後，小林可夢偉獲得美國安德莱蒂车队邀請，出戰2017-18賽季的電動方程式賽車香港站双赛，但两场比赛均未获得积分。

### 涉足IMSA（2019-今）
2018年12月，韦恩·泰勒车队宣布，小林将与其在丰田车队的队友费尔南多·阿隆索一同加盟车队，征战2019年戴通纳24小时耐力赛，两位车手将与韦恩·泰勒车队的全赛季车手乔丹·泰勒和伦格尔·范德赞德一同以“柯尼卡美能达凯迪拉克”车组（Konica Minolta Cadillac，因柯尼卡美能达美国区为韦恩·泰勒车队长期赞助商）名义，驾驶车队的DPi组别10号凯迪拉克DPi-V.R赛车出赛，并最终取得2019年戴通纳24小时全场冠军。
2019年7月，在日本东京柯尼卡美能达活动的现场，小林确认将再次为韦恩·泰勒车队出赛2020年戴通纳24小时耐力赛。而由小林搭档伦格尔·范德赞德以及两位澳洲车手：五次IndyCar年度冠军斯科特·迪克森和瑞安·布里斯科组成的10号车组也成功帮助韦恩·泰勒车队和凯迪拉克在戴通纳24小时卫冕成功，这也是韦恩·泰勒车队四年内第三次夺得戴通纳24小时冠军。
由于2021赛季起韦恩·泰勒车队转为使用本田旗下品牌讴歌的赛车，与小林在丰田WEC车队的驾驶席位相冲突，他在2021年戴通纳24小时耐力赛上转为与使用凯迪拉克赛车的Action Express Racing车队（简称AXR车队）合作出赛，并与美国车手吉米·强森、法国车手西蒙·佩格诺以及德国车手麦克·洛克菲勒一同驾驶AXR车队的48号赛车（该赛车由Ally金融公司赞助，以“Ally Racing”名义参赛），并取得2021年戴通纳24小时耐力赛第2名。随后于2021年3月，AXR车队宣布小林将继续为车队出赛该年度米其林耐力杯的另外三场赛事（赛百灵12小时耐力赛、沃特金斯格伦6小时耐力赛及收官战亚特兰大小勒芒站），并在该赛季以1203分排名车手积分榜第12名。
2021年12月，AXR车队宣布，小林将在2022年与美国车手吉米·强森、德国车手麦克·洛克菲勒及阿根廷车手何塞·马里亚·洛佩斯驾驶车队的48号凯迪拉克DPi-V.R赛车，代表车队出赛该年度IMSA卫士泰克跑车锦标赛耐力杯赛事，这也是小林连续第二个赛季为AXR车队出赛IMSA比赛。

## 私人生活
小林可梦伟的名字来源于阿伊努神话中的神灵“神威”(Kamuy)，名字中的字母模仿了“实现伟大梦想”中的三个汉字的声音，同时他还是西班牙巴伦西亚的球迷。
2013年4月，他在伦敦举行的亚洲大奖中获得了杰出体育成就奖。

## 成績統計
| 赛季                       | 赛事                 | 车队                  | 出战数 | 杆位数 | 获胜数 | 积分   | 排名   |
| 2003                       | 豐田方程式           | ?                     | 10     | 4      | 2      | 120    | 亞軍   |
| 2004                       | 德國雷諾方程式       | Prema Powerteam       | 2      | 0      | 0      | 16     | 第31   |
| 2004                       | 意大利雷諾方程式     | Prema Powerteam       | 17     | 3      | 2      | 134    | 第7    |
| 2005                       | 意大利雷諾方程式     | Prema Powerteam       | 15     | 4      | 6      | 312    | 冠軍   |
| 2005                       | 歐洲雷諾方程式       | Prema Powerteam       | 16     | 4      | 6      | 157    | 冠軍   |
| 2006                       | 歐洲F3               | ASM Formule 3         | 19     | 0      | 0      | 34     | 第8    |
| 2007年三級方程式歐洲系列賽 | 歐洲F3               | ASM Formule 3         | 20     | 0      | 1      | 59     | 第4    |
| 2008                       | GP2亞洲系列賽        | DAMS车队              | 10     | 0      | 2      | 22     | 第6    |
| 2008                       | GP2                  | DAMS车队              | 20     | 0      | 1      | 10     | 第16   |
| 2008                       | F1                   | 豐田車隊              | 試車手 | 試車手 | 試車手 | 試車手 | 試車手 |
| 2008-09                    | GP2亚洲系列赛        | DAMS车队              | 11     | 2      | 2      | 56     | 冠軍   |
| 2009                       | GP2                  | DAMS车队              | 20     | 0      | 0      | 13     | 第16   |
| 2009                       | F1                   | 豐田車隊              | 2      | 0      | 0      | 3      | 第18   |
| 2010                       | F1                   | 索伯車隊              | 19     | 0      | 0      | 32     | 第12   |
| 2011                       | F1                   | 索伯車隊              | 19     | 0      | 0      | 30     | 第12   |
| 2012                       | F1                   | 索伯車隊              | 20     | 0      | 0      | 60     | 第12   |
| 2013                       | WEC                  | 法拉利GT車隊          | 8      | 4      | 0      | 98     | 第7    |
| 2014                       | F1                   | 卡特汉姆车队          | 16     | 0      | 0      | 0      | 第22   |
| 2015                       | 日本超级方程式       | KYGNUS SUNOCO勒芒车队 | 8      | 0      | 0      | 20     | 第5    |
| 2016                       | 2016年世界耐力锦标赛 | 丰田Gazoo Racing车队  | 9      | 1      | 0      | 145    | 季军   |
| 2016                       | 勒芒24小时耐力赛     | 丰田Gazoo Racing车队  | 1      | 0      | 0      | 0      | 亚军   |
| 2016                       | 日本超级方程式       | KYGNUS SUNOCO勒芒车队 | 9      | 0      | 0      | 1      | 第17   |

*賽季進行中。

### 一級方程式成績
(图例)粗體為桿位出賽，斜體為最快圈速
| 年份   | 車隊              | 底盤             | 引擎                  | 1        | 2      | 3       | 4       | 5      | 6      | 7      | 8      | 9      | 10    | 11     | 12    | 13   | 14     | 15     | 16     | 17     | 18      | 19     | 20     | 排名 | 積分 |
| ------ | ----------------- | ---------------- | --------------------- | -------- | ------ | ------- | ------- | ------ | ------ | ------ | ------ | ------ | ----- | ------ | ----- | ---- | ------ | ------ | ------ | ------ | ------- | ------ | ------ | ---- | ---- |
| 2009年 | Panasonic豐田車隊 | 豐田 TF109       | 豐田 RVX-09 2.4 V8    | 澳       | 馬     | 中      | 巴林    | 西     | 摩     | 土     | 英     | 德     | 匈    | 歐     | 比    |      | 新     | 日     | 巴西 9 | 阿布 6 |         |        |        | 第18 | 3    |
| 2010年 | 宝马沙巴          | 沙巴 C29         | 法拉利車隊 056 2.4 V8 | 巴林 Ret | 澳 Ret | 馬 Ret  | 中 Ret  | 西 12  | 摩 Ret | 土 10  | 加 Ret | 欧 7   | 英 6  | 德 11  | 匈 9  | 比 8 | Ret    | 新 Ret | 日 7   | 韩 8   | 巴西 10 | 阿 14  |        | 第12 | 32   |
| 2011年 | 沙巴車隊          | 沙巴C30          | 法拉利056 2.4 V8      | 澳 DSQ   | 馬 7   | 中 10   | 土 10   | 西 10  | 摩 5   | 加 7   | 欧 16  | 英 Ret | 德 9  | 匈 11  | 比 12 | Ret  | 新 14  | 日 13  | 韩 15  | 印 Ret | 阿 10   | 巴西 9 |        | 第12 | 30   |
| 2012年 | 沙巴車隊          | 沙巴C31          | 法拉利056 2.4 V8      | 澳 6     | 馬 Ret | 中 10   | 巴林 13 | 西 5   | 摩 Ret | 加 9   | 欧 Ret | 英 11  | 德 4  | 匈 18† | 比 13 | 9    | 新 13  | 日 3   | 韩 Ret | 印 14  | 阿 6    | 美 14  | 巴西 9 | 第12 | 60   |
| 2014年 | 卡特汉姆车队      | 卡特汉姆车队CT04 | 雷诺F1-2014 V6 t      | 澳 Ret   | 馬 13  | 巴林 15 | 中 18   | 西 Ret | 摩 13  | 加 Ret | 奥 16  | 英 15  | 德 16 | 匈 Ret | 比    | 17   | 新 DNS | 日 19  | 俄 Ret | 美     | 巴西    | 阿 Ret |        | 第22 | 0    |

*賽季進行中。
†未完赛，但已完成赛事总里程的90%。